# W19/W23
Die W19 und die Variante W23 waren nukleare Artilleriegranaten der USA.
Die W19 hatte den Codenamen Katie. Sie konnte von modifizierten Haubitzen mit einem Kaliber von 280 mm abgefeuert werden.

## Aufbau und Entwicklung
Beide Systeme sind eine Weiterentwicklung des W9-Gefechtskopfes. Die W19 wurde 1955 eingeführt und 1963 wieder außer Dienst gestellt.
Bei der W19 handelt es sich wie auch bei dem Vorgänger W9 um einen nuklearen Gefechtskopf in der sogenannten Gun-Type-Bauweise.

## Variante W23
Von der W19 gab es eine Variante, die W23, die zur marinen Kriegsführung entwickelt wurde. Der Hauptunterschied besteht in einem anderen Kaliber (16 Zoll), das zu diesem Zeitpunkt auf Schlachtschiffen der US Navy verwendet wurde. Die Produktion der W23 wurde 1956 aufgenommen. Die Gefechtsköpfe waren bis 1962 im Einsatz. Insgesamt wurden 50 Einheiten dieser Variante gebaut.

## Technische Daten
| Kenngröße   | W19             | W23                       |
| ----------- | --------------- | ------------------------- |
| Durchmesser | 280 mm (11 in)  | 406 mm (16 in)            |
| Länge       | 138 cm (55 in)  | 138 cm (55 in)            |
| Masse       | 386 kg (850 lb) | 640–815 kg (1500–1900 lb) |
| Sprengkraft | 15–20 kt TNT    | 15–20 kt TNT              |

(Die nichtmetrischen Angaben beziehen sich auf die Daten des amerikanischen Militärs.)